# Hestimoides stellatus
Hestimoides stellatus là một loài bọ cánh cứng trong họ Cerambycidae.